# 니콜로 피치니

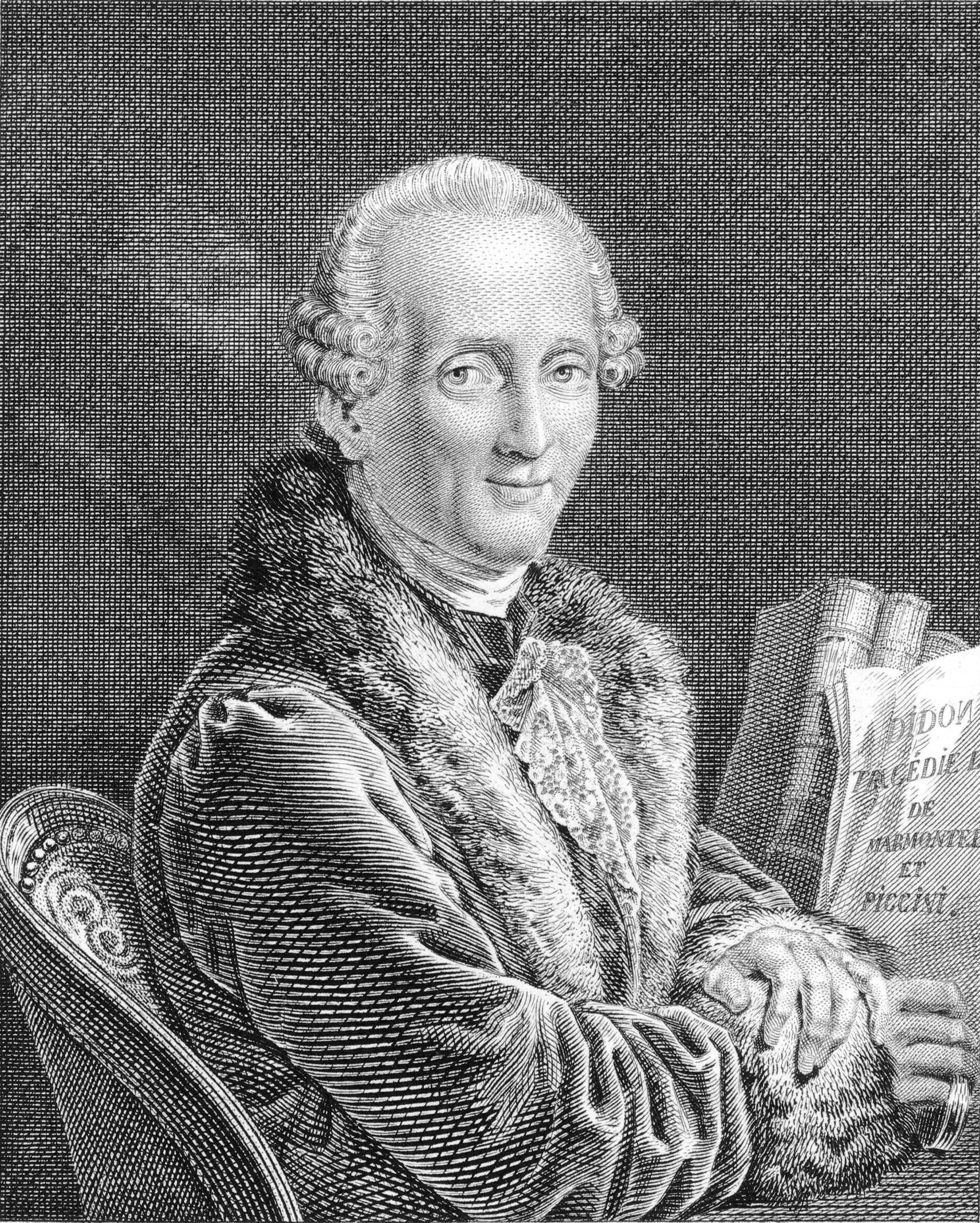

니콜로 피치니(Niccolò Piccinni, 1728년 1월 16일 ~ 1800년 5월 7일)는 이탈리아의 오페라 작곡가이다. 오늘날 그의 오페라는 거의 상연되는 일이 없으나 18세기 후반에 파리에서 활약했고, 글루크의 대항적 존재로 간주되었다. 그리하여 동일 대본으로 <타우리스의 이피게니아>를 글루크와 경작(競作)하여 두 사람을 지지하는 사람들이 두 파로 갈려 이른바 '글루크 피치니 논쟁'을 일으킨 것은 유명하다. 만년은 프랑스 정부가 주는 연금을 받았고, 파리 음악원의 감독으로 후진지도에 힘썼다.